# Крушение на Лионском вокзале

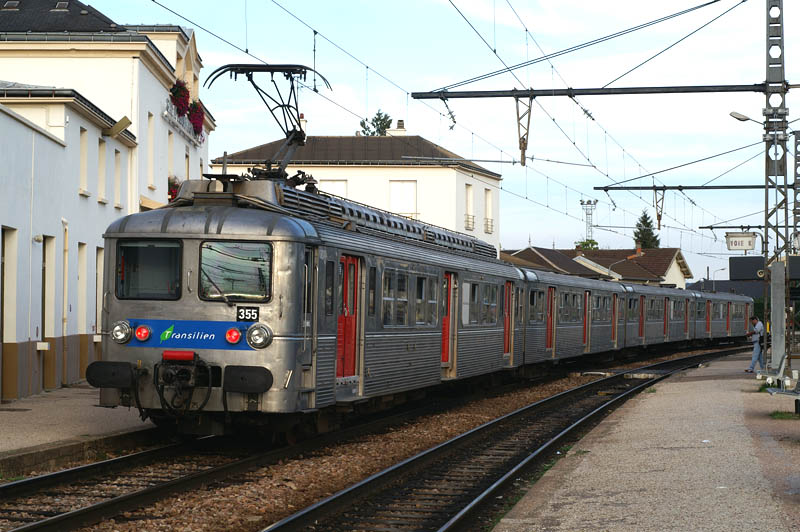
Электропоезд Z 5300-004, идентичный двум разбившимся Z 5300-014 и 022

Крушение на Лионском вокзале (Париж) произошло в час пик в понедельник 27 июня 1988 года, когда следовавший из Мелёна пригородный электропоезд Z 5300-014 на подъезде к вокзалу по причине отказа тормозов на уклоне 43 тысячных разогнался до 70 км/ч и на той скорости врезался в переполненный пригородный Z 5300-022, стоявший у платформы. В катастрофе погибло 56 человек, в том числе машинист Z 5300-022, 57 были ранены. Это крупнейшая железнодорожная катастрофа за всю историю компании SNCF, начиная с момента её образования (1938 год). Одной из первопричин трагедии стал самовольный срыв стоп-крана одной из пассажирок.

## Хронология событий

### Предшествующие обстоятельства

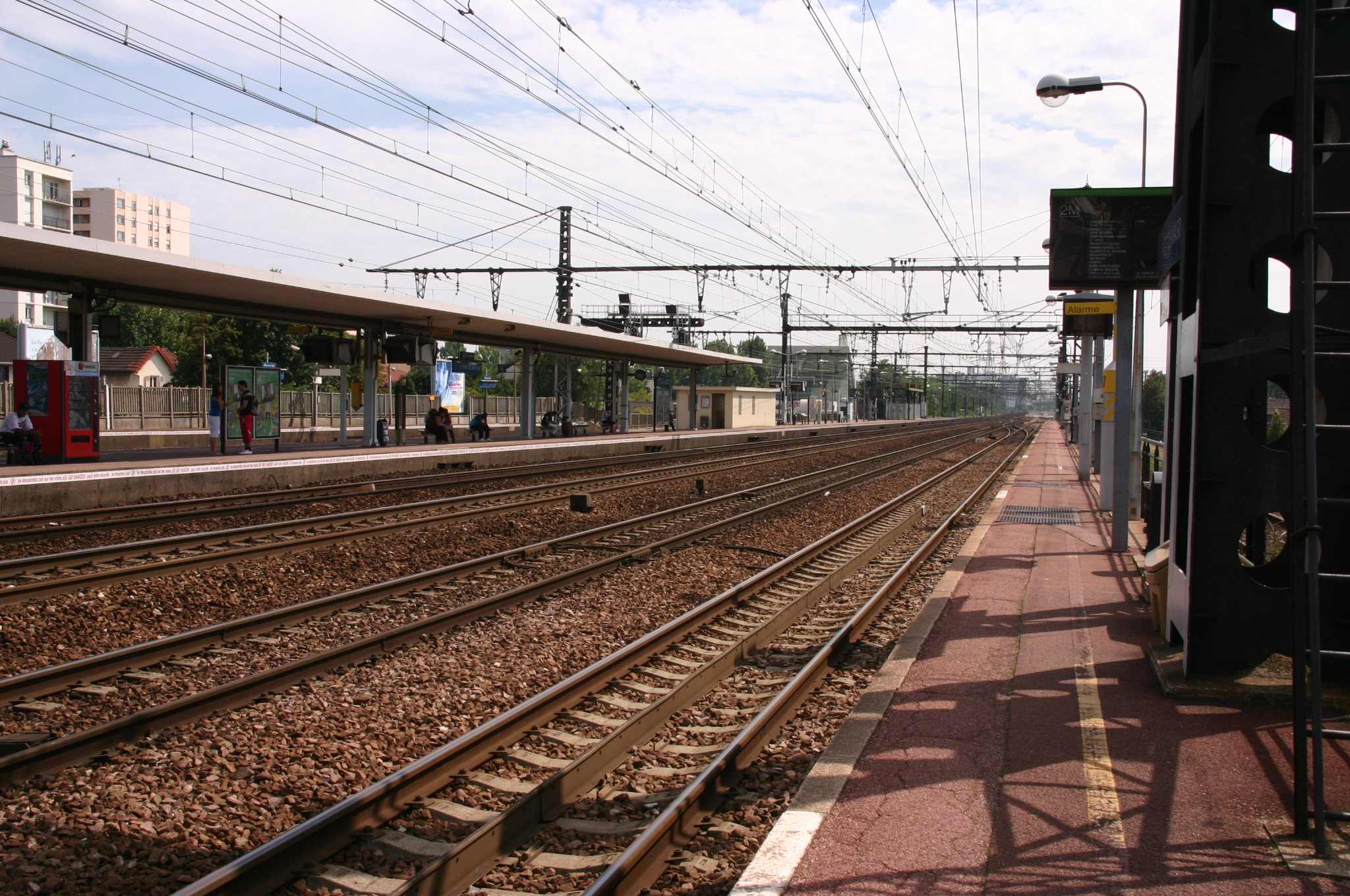
Станция Вер-де-Мезон

27 июня в понедельник сдвоенный пригородный Z 5300-014 №153944 под управлением машиниста Даниэля Солена следовал из Мелёна в Париж. В 18:36, когда поезд проследовал станцию Вер-де-Мезон без остановки, молодая девушка Одиль Мирруар сорвала стоп-кран во 2-м вагоне, так как хотела выйти на станции, но не знала, что по летнему расписанию, поезд должен был проследовать станцию без остановки. Действие пассажирки привело к срабатыванию экстренного торможения и остановке поезда. Девушка выскочила в открывшиеся двери и исчезла раньше, чем одна из проводниц успела спросить её о причине остановки.
Тем временем срабатывание стоп-крана блокировало пневматические тормоза в заторможенном состоянии, а для снятия блокировки необходимо повернуть специальную небольшую рукоятку, которая находится на торце вагона (в данном случае на втором вагоне со стороны переднего тамбура). Пытаясь дотянуться до рукоятки, машинист Даниэль Солен опёрся на ручку крана тормозной магистрали и, сам того не заметив, перекрыл его. Затем машинист Даниэль Солен вернулся в кабину и обнаружил, что тормоза на семи вагонах из восьми по-прежнему не отпустили. Машинист Даниэль Солен решил, что причиной этого была воздушная пробка, на самом же деле причиной тому был тот самый перекрытый кран тормозной магистрали между 1 и 2 вагонами, а система безопасности принудительно заблокировала тормоза на отключённых вагонах. Не зная об этом, машинист Даниэль Солен вместе с проводником Жаном Бове вручную выпустил воздух из тормозной магистрали на 7 из 8 вагонов из-за чего тормоза стали срабатывать лишь на Головном вагоне, после чего машинист Даниэль Солен вернулся в кабину и в 19:02 пригородный Z 5300-014 отправился. К тому времени опоздание уже составляло 26 минут. Перед отправлением машинист Даниэль Солен проверил показания манометра, но из-за перекрытого крана на тормозной магистрали, прибор выдавал информацию только о головном вагоне.
Ввиду большого опоздания, поездной диспетчер Андрэ Толенс дал команду машинисту Даниэлю Солену проехать оставшуюся промежуточную платформу (Мезон-Альфор) без остановки, то есть ехать сразу до конечной остановки — Лионского вокзала.

### Потеря контроля над ситуацией и крушение
В 19:06 машинист Даниэль Солен применил служебное торможение 2-й степени для снижения скорости, так как на подъезде к вокзалу ограничение составляло 60 км/ч и в этот момент он осознал, что на сдвоенном пригородном Z 5300-014, следовавшем со скоростью 96 км/ч срабатывают лишь 2% тормозов (тормоза срабатывали лишь на головном вагоне), при этом до вокзала оставалось всего более двух километров. Тогда машинист Даниэль Солен команду одной из проводниц найти и активировать ручной тормоз, который расположен в 4-м вагоне. Все электропоезда серии Z 5300 были оснащёны реостатным тормозом, который мог бы дать дополнительный тормозной эффект, особенно на высоких скоростях. Однако если одновременно использовать и пневматические тормоза, и электрические, то это могло бы привести к заклиниванию колёс, поэтому машинисты пользовались ими крайне редко, и в данном случае машинист Даниэль Солен решил не рисковать. В 19:07 машинист Даниэль Солен доложил поездному диспетчеру Андрэ Толенсу о том, что на его электропоезде отказали тормоза, но при этом забыл назвать самого себя, а также номер поезда.

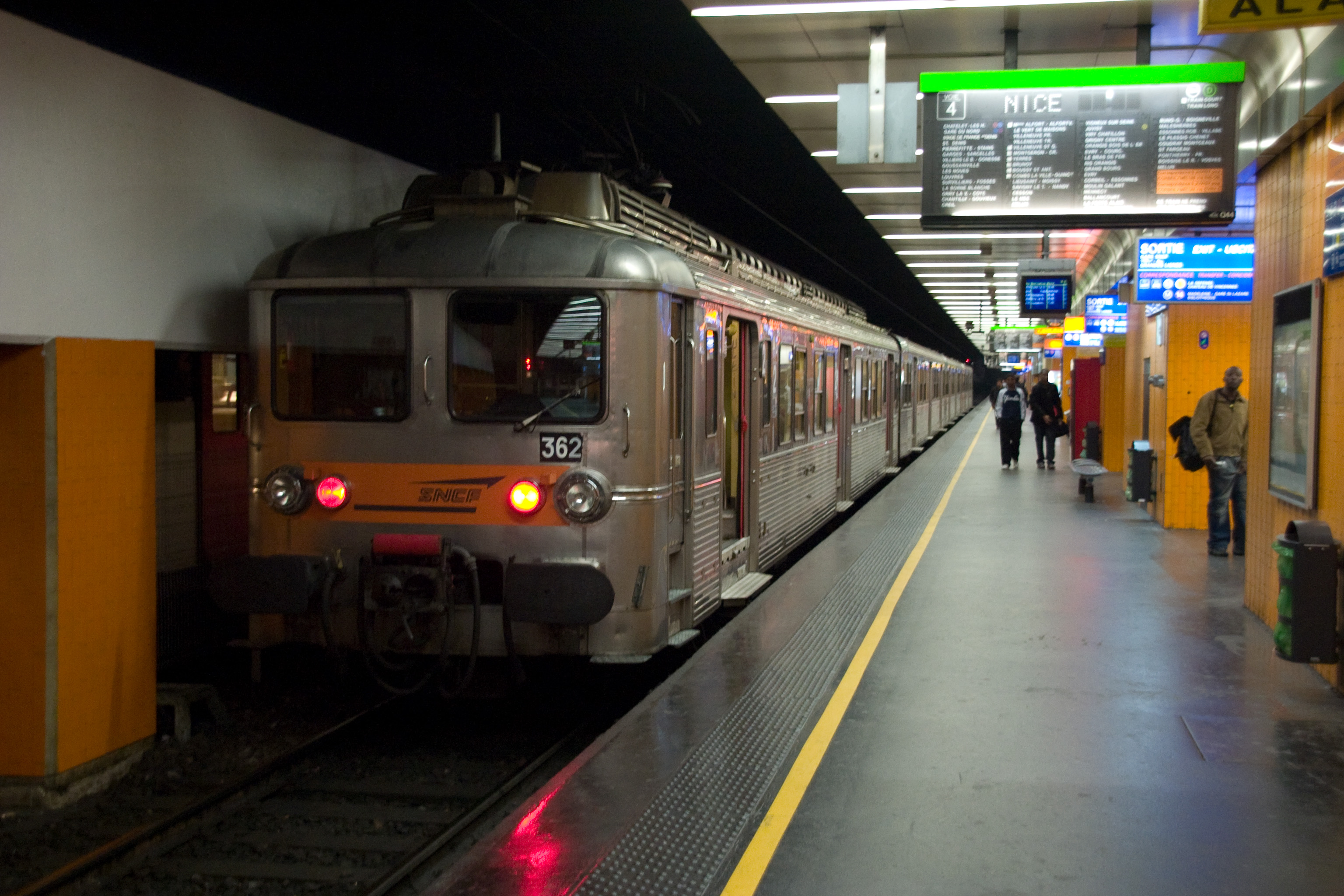
Электропоезд Z 5300-076 на подземном пути Лионского вокзала

Несмотря на малый тормозной эффект, скорость поезда снизилась с 96 до 45 км/ч, когда 300-тонный электропоезд достиг крутого спуска в 43 тысячных, ведущего на подземные пригородные платформы, и начал вновь разгоняться. Запаниковав, машинист Даниэль Солен вновь сообщил диспетчеру Андрэ Толенсу об отказе тормозов, но снова забыл назвать себя, тем самым лишив работников вокзала возможности узнать, в каком именно составе отказали тормоза. Затем он дал команду пассажирам перебраться в хвост поезда и сам покинул кабину. Перед этим он нажал кнопку тревоги на пульте, чем значительно осложнил ситуацию: по поездным рациям начал поступать сигнал тревоги, который обязывает всех машинистов, услышавших его, остановить их поезда. На диспетчера Андрэ Толенса обрушился шквал вызовов от машинистов различных поездов, желавших выяснить причину сигнала, из-за чего он не мог связаться с машинистами четырёх прибывающих на вокзал поездов, чтобы выяснить, в каком из них произошла неисправность. Помимо этого, получив сигнал тревоги, работники вокзала согласно инструкции переключили все сигналы светофоров на красный, тем самым отключили системы приготовления рельсовых маршрутов, и, таким образом, маршрут для неуправляемого поезда на пустой путь так и не был подготовлен, и поезд продолжал ехать на 2-й подземный путь вокзала.
В это время на 2-м подземном пути стоял переполненный по причине часа пика электропоезд Z 5300-022 №15339, который должен был отправиться уже несколько минут тому назад. Его машинист Андрэ Танги попытался связаться с диспетчером, но из-за шквала вызовов от других машинистов ему это так и не удалось. В свою очередь, диспетчер Андрэ Толенс не смог предупредить машиниста Андрэ Танги об опасности. В 19:10 одна из проводниц неуправляемого сдвоенного пригородного Z 5300-014 наконец нашла ручной тормоз, но время уже было упущено. Примерно тогда же машинист стоящего у платформы поезда увидел появившийся из темноты тоннеля неуправляемый Z 5300-014, который со скоростью 70 км/ч нёсся прямо на него. Андрэ Танги схватил микрофон и по внутренней связи приказал пассажирам и проводникам немедленно покинуть вагоны. 15 секунд спустя, в 19:10 головной вагон неуправляемого Z 5300-014 на скорости 70 км/ч врезался в головной вагон стоящего Z 5300-022 и вспорол второй вагон. Ударная волна распространилась эхом по всему вокзалу.
Всего погибло 56 человек и 57 были ранены. Все они находились либо в стоящем поезде, либо совсем рядом. Находящиеся же в мчащемся неуправляемом поезде отделались лишь небольшими царапинами, так как находились в последних вагонах. Среди погибших был и машинист Андрэ Танги, который, несмотря на опасность, не покинул кабину и до последнего говорил пассажирам, чтобы они покинули вагоны. Позже следователи признали, что Андрэ ценой своей жизни спас жизни нескольких десятков пассажиров.

### Судебный процесс
И Даниэль Солен, и Жан Бове были осуждены на 4 года за действия, приведшие к смерти пассажиров. Даниэль Солен был освобождён спустя полгода. Привлечь к ответственности диспетчера Андре Толенса, не организовавшего эвакуацию пассажиров, и Одиль Мирруар, сорвавшую стоп-кран, так и не удалось. Пассажиры, однако, обвиняли всю железнодорожную компанию в халатности.

## Медиа
Крушение было показано во втором сезоне документального сериала «Секунды до катастрофы» в эпизоде «Железнодорожная катастрофа в Париже».